# Stoßbetrug
Der Stoßbetrug ist in Deutschland die bandenmäßige Begehungsform des Versandbetrugs im Sinne von § 263 StGB.
Hierbei schließen sich mehrere Täter zusammen mit dem Vorsatz der umfangreichen betrügerischen Warenerlangung, beispielsweise im Kfz-Handel.
Die Täter täuschen den Lieferanten Zahlungswilligkeit und Zahlungsfähigkeit vor, mitunter werden auch im Vorhinein kleinere Geschäfte mit dem Lieferanten korrekt abgewickelt, um Vertrauen zu erzeugen und sich einen guten Leumund zu verschaffen; mitunter nutzen Betrüger auch die Gelegenheit, durch zumindest formale Übernahme einer bekannten, seriösen Firma Zugang zu deren langjährigen Geschäftspartnern zu erhalten und deren Vertrauen auszunutzen. Dann kommt es zu einer größeren Bestellung auf die häufig eine Anzahlung geleistet wird. Die Restzahlung wird für einen späteren Zeitpunkt vereinbart. Die gelieferten Waren werden jedoch innerhalb dieser Frist möglichst schnell (oft deutlich unter Wert) an Dritte abgestoßen. Die Täter verschwinden mit den Erlösen, ohne die Lieferanten zu bezahlen.
Wird der Betrug banden- und gewerbsmäßig begangen, liegt nicht nur ein für die Strafzumessung bedeutsames Regelbeispiel vor (§ 263 Abs. 3 Satz 2 Nr. 1 StGB). Vielmehr enthält § 263 Abs. 5 StGB einen Qualifikationstatbestand, der die Tat, wenn sie kumulativ banden- und gewerbsmäßig begangen ist, zum Verbrechen macht. Dieser Umstand ist in der Urteilsformel durch Aufführung der Qualifikationsmerkmale zum Ausdruck zu bringen.
Im Bereich der Wirtschaftskriminalität hat das Bundeskriminalamt für das Jahr 2015 insgesamt 31 692 Betrugsfälle mit einem Schadensvolumen von 879 Mio. Euro verzeichnet.